# Придружена репрезентација
Придружена репрезентација (у ознаци ad) је репрезентација дефинисана на простору саме Лијеве алгебре L, ad: L → gl(L) где су оператори индуковани множењем:
{\displaystyle ad(x)y=[x,y].}
Матрични елементи придружене репрезентације су структурне константе: {\displaystyle ad_{kj}(x_{i})=c_{ij}^{k}}.